# York megye (Pennsylvania)
York megye az Amerikai Egyesült Államokban, azon belül Pennsylvania államban található. Megyeszékhelye és legnagyobb városa York. Lakosainak száma 456 438 fő (2020. április 1.). York megye Cumberland, Dauphin, Lancaster, Harford, Baltimore, Carroll és Adams megyékkel határos.

## Népesség
A megye népességének változása:
| Lakosok száma | 435 510 | 436 785 | 437 411 | 438 965 | 442 867 | 456 438 |
|               | 2010    | 2011    | 2012    | 2013    | 2015    | 2020    |